# اچ‌ام‌اس مینوتور (۱۷۹۳)
اچ‌ام‌اس مینوتور (۱۷۹۳) (به انگلیسی: HMS Minotaur (1793)) یک کشتی بود که طول آن ۱۷۲ فوت ۳ اینچ (۵۲٫۵۰ متر) بود. این کشتی در سال ۱۷۹۳ ساخته شد.